# Mayolet
Mayolet ist eine autochthone Rotweinsorte des italienischen Aostatals. Sie wird hauptsächlich in den Orten Charvensod und Saint-Pierre angebaut. Die Rebflächen liegen dabei auf einer Höhe von bis zu 700 m.
Zusammen mit der Sorte Petit-Rouge wird sie zum Denominazione di origine controllata – Wein Torette verschnitten. Die früh reifende Sorte erbringt mittelschwere Weine, die arm an Tanninen sind. Sie ist sehr winterhart, jedoch anfällig auf die Rohfäule. Aus einer spontanen Kreuzung mit der Sorte Petit Rouge entstand die Sorte Rouge du Pays (Cornalin du Valais, Walliser Cornalin).
Eine im Jahr 2002 veröffentlichte Studie legt den Schluss nah, das die Sorten Mayolet, Petit-Rouge und Vien de Nus eng verwandt sind und wahrscheinlich von den gleichen Vorfahren abstammen.

## Herkunft
Der Mayolet gehört zu einer Gruppe von Rebsorten, die sich in der geographischen Insellage der Alpenregionen Italiens und des Wallis in der Schweiz halten konnten. Zu dieser Gruppe gehören die folgenden Sorten:
- Rotweinsorten: Bonda, Cornalin d’Aoste, Cornalin du Valais, Crovassa, Durize, Eyholzer, Fumin, Goron de Bovernier, Mayolet, Ner d’Ala, Petit-Rouge, Prëmetta/Prié rouge, Roussin, Roussin de Morgex, Vien de Nus, Vuillermin.
- Weißweinsorten: Completer, Himbertscha, Humagne Blanche, Lafnetscha, Petite Arvine, Planscher, Prié Blanc, Resi.

## Abstammung
Autochthone Rebsorte des Aostatals